# Witthawat Iamram
Witthawat Iamram (thailändisch วิทวัส เอี่ยมราม, * 5. Oktober 1987) ist ein thailändischer Fußballspieler.

## Karriere
Witthawat Iamram stand bis Mitte 2014 beim TOT SC (Telephone Organization of Thailand) unter Vertrag. Wo er vorher gespielt hat, ist unbekannt. Der Verein aus der thailändischen Hauptstadt Bangkok spielte in der ersten Liga des Landes, der Thai Premier League. Für den TOT SC absolvierte er 2014 drei Erstligaspiele. Nach der Hinserie wechselte er zum Ligakonkurrenten Songkhla United. Für den Verein aus Songkhla absolvierte er in der Rückserie 2014 fünf Erstligaspiele. Am Ende der Saison musste er mit dem Verein in die zweite Liga absteigen. Hier spielte er noch eine Saison für Songkhla. Anfang 2016 wechselte er zum Drittligisten Trang FC. Der Verein aus Trang spielte in der dritten Liga, der damaligen Regional League Division 2. Hier trat man in der Southern Region an. Nach der Ligareform 2017 spielte der Verein ab 2017 in der Thai League 3. Hier trat er in der Lower Region an. Seit Anfang 2018 ist er vertrags- und vereinslos.